# 圣索菲亚主教座堂 (华盛顿)
圣索菲亚主教座堂（Saint Sophia Greek Orthodox Cathedral）是美国哥伦比亚特区的一座希腊正教会教堂，创建于1904年。1924年建造自己的教堂（今沃尔特·华盛顿会议中心处）。目前的教堂位于西北区36街2815号，靠近马萨诸塞大道和华盛顿国家座堂。1951年开工，1955年开始使用，室内工程开始于1965年，至今尚未完成。该堂于2015年5月由美国总主教祝圣。
1962年，该堂升格为华盛顿的主教座堂，受纽约的美国总主教管辖。该堂不是以殉道者圣索菲亚命名，而是上帝的神圣智慧，如同君士坦丁堡的圣索菲亚大教堂。该建筑是新拜占庭风格，中心圆顶高达80英尺（24米）。

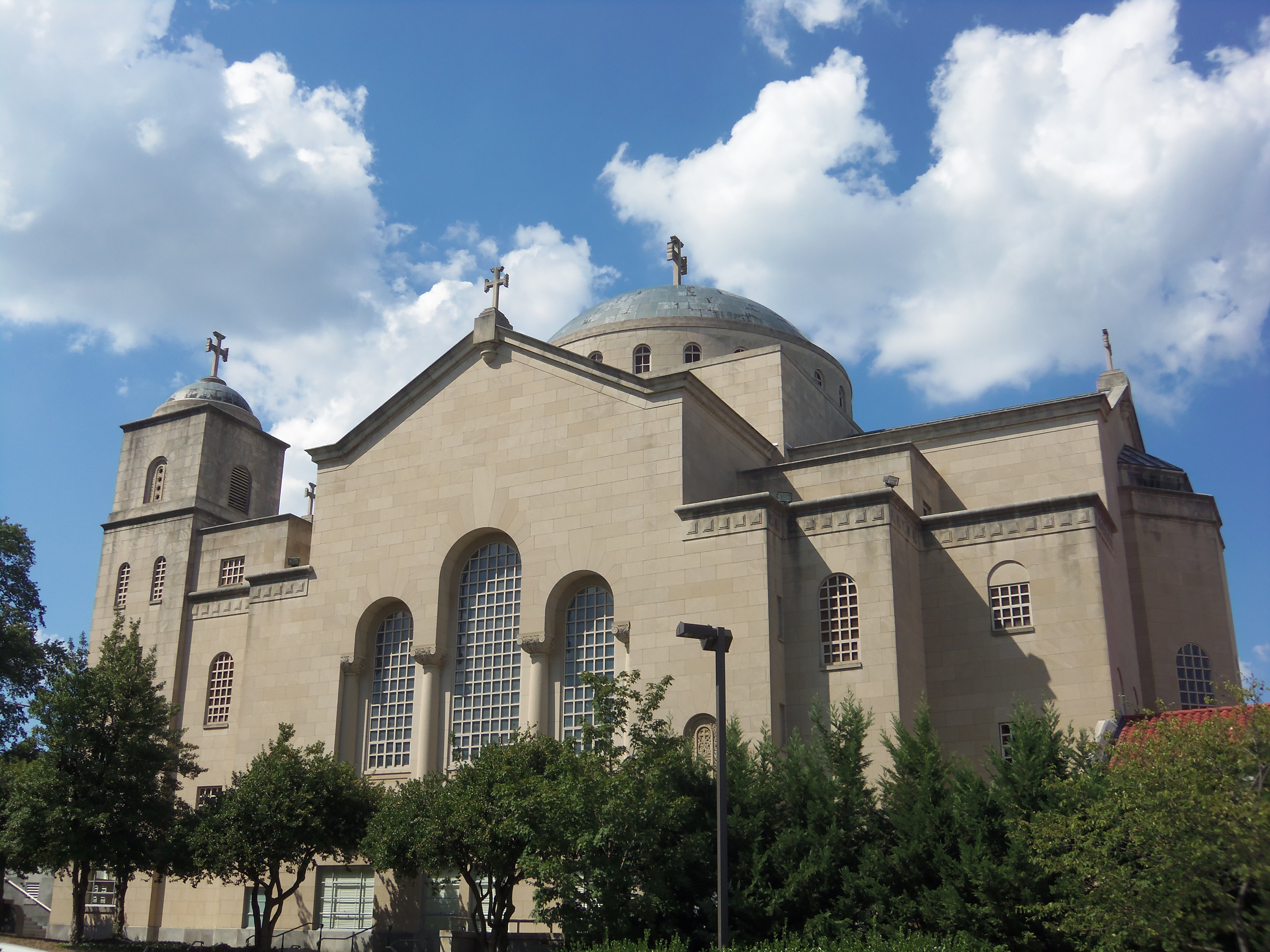